# Protemblemaria bicirrus
Protemblemaria bicirrus är en fiskart som först beskrevs av Hildebrand, 1946.  Protemblemaria bicirrus ingår i släktet Protemblemaria och familjen Chaenopsidae. IUCN kategoriserar arten globalt som livskraftig. Inga underarter finns listade i Catalogue of Life.